# Reynald Abad
Pour les articles homonymes, voir Abad.
 (avril 2021).
Si vous disposez d'ouvrages ou d'articles de référence ou si vous connaissez des sites web de qualité traitant du thème abordé ici, merci de compléter l'article en donnant les références utiles à sa vérifiabilité et en les liant à la section « Notes et références ».
Reynald Abad, né le 4 mars 1970, est un historien moderniste français. Il est spécialisé dans l'histoire institutionnelle sociale et politique de la France et de Paris des XVIIe et XVIIIe siècles. En Sorbonne, il est rattaché au centre Roland Mousnier.

## Ouvrages
- Le grand marché : l'approvisionnement alimentaire de Paris sous l'Ancien Régime, Paris, Fayard, 2002, 1030 p. (ISBN 2-213-61144-0, présentation en ligne), [présentation en ligne], [présentation en ligne].
- La conjuration contre les carpes : enquête sur les origines du décret de dessèchement des étangs du 14 frimaire an II, Paris, Fayard, 2006, 1030 p. (ISBN 2-213-62788-6, présentation en ligne).
- La grâce du roi : les lettres de clémence de Grande Chancellerie au XVIIIe siècle, Paris, Presses de l'université Paris-Sorbonne, coll. « Roland Mousnier » (no 52), 2011, 964 p. (ISBN 978-2-84050-781-9, présentation en ligne).

## Prix
- Prix Jean-Jacques-Berger 2003 de l’Académie des inscriptions et belles-lettres[réf. nécessaire].
- Prix Guizot 2003 de l'Académie française.
- Prix Gobert 2012[2].